# Château de La Boétie
 (août 2021).
Le château de La Boétie est une maison forte française implantée près de la route de Vitrac (D46), sur le territoire de la commune de Sarlat-la-Canéda, dans le département de la Dordogne, en région Nouvelle-Aquitaine.

## Localisation
Dans le Périgord noir, au sud-est du département de la Dordogne, le château de La Boétie est situé sur le territoire de la commune de Sarlat-la-Canéda.

## Historique
Les Boyt sont des marchands et bourgeois de Sarlat. 
Le 19 février 1451/1452, Guillaume Boyt ou Boytia (mort en 1467), grand-père d'Étienne de La Boétie, achète de Guillaume et P. Polhi, père et fils, le moulin de Cluzel, appelé depuis moulin de La Boytie, terre mouvante de l'évêque de Sarlat. Il paie en 1466 et 1467 au receveur de l'évêché de Sarlat dix deniers de cens  pour les Places au lieu-dit à La Boétie. Il fonde à une date inconnue la chapellenie de La Boétie dans l'église Sainte-Marie de Sarlat. Son fils Raymond Boyt (mort avant 1499) se marie à Hélène de Verdon (morte après 1502). C'est probablement lui qui construit le premier château.
Antoine, fils de Raymond, est le premier à prendre le nom de La Boétie. Il est licencié ès lois, lieutenant particulier du sénéchal du Périgord au siège de Sarlat et bailliage de Domme, marié à Philippe de Calvimont, fille de Jean de Calvimont, seigneur de Lherm, président au parlement de Bordeaux. Il meurt après 1540. Son fils, Étienne de La Boétie nait à Sarlat en 1530. 
Étienne de La Boétie passe ses premières années au château. Il devient conseiller du roi en sa cour du Parlement de Bordeaux. Il meurt le 18 août 1568. Sa sœur, Anne, hérite du château. Elle est mariée avec Jean Le Bigot, écuyer, seigneur de Saint-Quentin et transmet le château à son fils, Berthomieu Le Bigot. 
Le château est incendié en 1589 par les protestants. Il est reconstruit aussitôt, mais le plan et l'élévation ont été repris pour le nouveau château. Léonard Selves, marchand bourgeois de Sarlat vivant en 1580, écrit dans son livre de raison : « Sa destruction explique que l'édifice a été rebâti à la hâte et dans des conditions détestables de solidité ». Sa sœur hérite du château. Elle est mariée avec Jacques de Roffignac, écuyer, seigneur du Fresnoy. Ils ont deux enfants : Gabriel, seigneur de Marzac, et Gabrielle. Gabrielle de Roffignac se marie le 15 septembre 1659 avec Jean de Carbonnier, écuyer.
Le château est acheté aux Roffignac par les Veyssières de Puylebreuil,,.  Il passe ensuite aux Monzie de Lasserre, aux Philopald, aux Bigot puis à la famille de Gérard du Barry.
Le château est inscrit au titre des monuments historiques le 12 juin 1948. La terrasse du château, le pigeonnier, le moulin et son bief sont inscrits au titre des monuments historiques le 26 novembre 1998.

## Description
La maison forte a un plan rectangulaire avec une maçonnerie rustique et un toit à deux pentes recouvert partiellement de lauzes. Les cheminées sortent des murs pignons. Une tour d'escalier ronde est au centre de la façade sud, mais la porte a été obstruée. L'entrée se fait par une porte ordinaire placée sur la façade nord. Une seconde tour ronde a été placée contre la façade nord.